# Typhlichthys subterraneus
Typhlichthys subterraneus är en fiskart som beskrevs av Girard, 1859. Typhlichthys subterraneus är ensam i släktet Typhlichthys som ingår i familjen Amblyopsidae. IUCN kategoriserar arten globalt som sårbar. Inga underarter finns listade i Catalogue of Life.
Den upp till 9 cm långa fisken kännetecknas av ett stort och brett huvud. Kroppsfärgen är allmänt rosa. Arten är nästan blind på grund av hud som täcker ögonen.
Typhlichthys subterraneus hittas i grottor i områden som ligger höger och vänster om Mississippifloden.
Födan utgörs av små ryggradslösa djur som insekter, maskar, hoppkräftor och märlkräftor. Denna fisk fortplantar sig under april och maj när vattenståndet i grottorna är högt. Per tillfälle läggs upp till 50 ägg. Några exemplar blev fyra år gamla.
Honan transporterar de befruktade äggen i hålrum där även gälarna ligger (gälkammare).